# Weißer Graszünsler

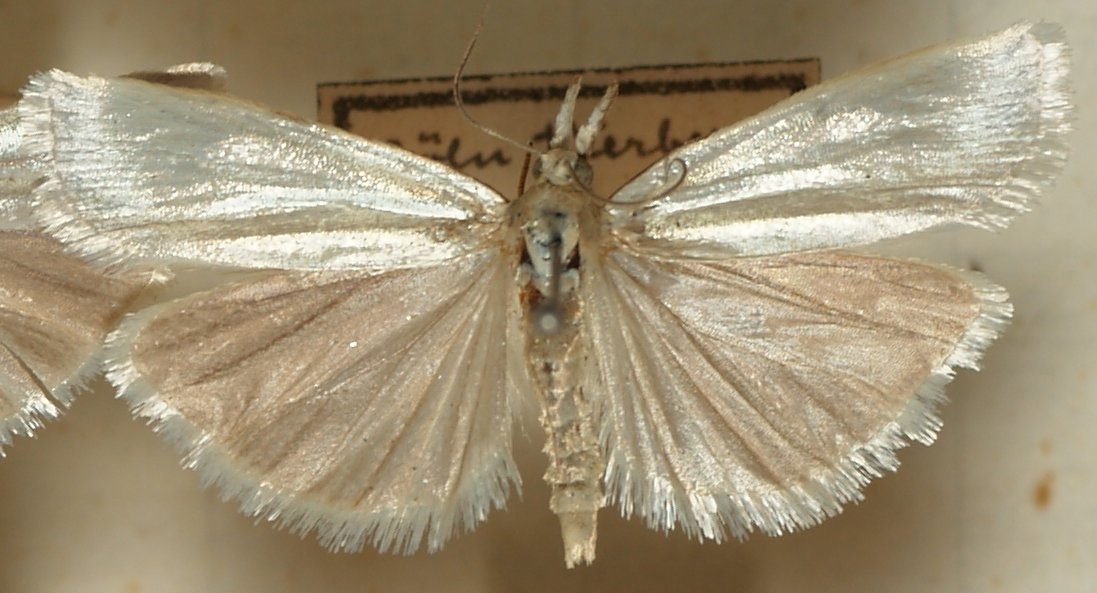
Gespannter Falter

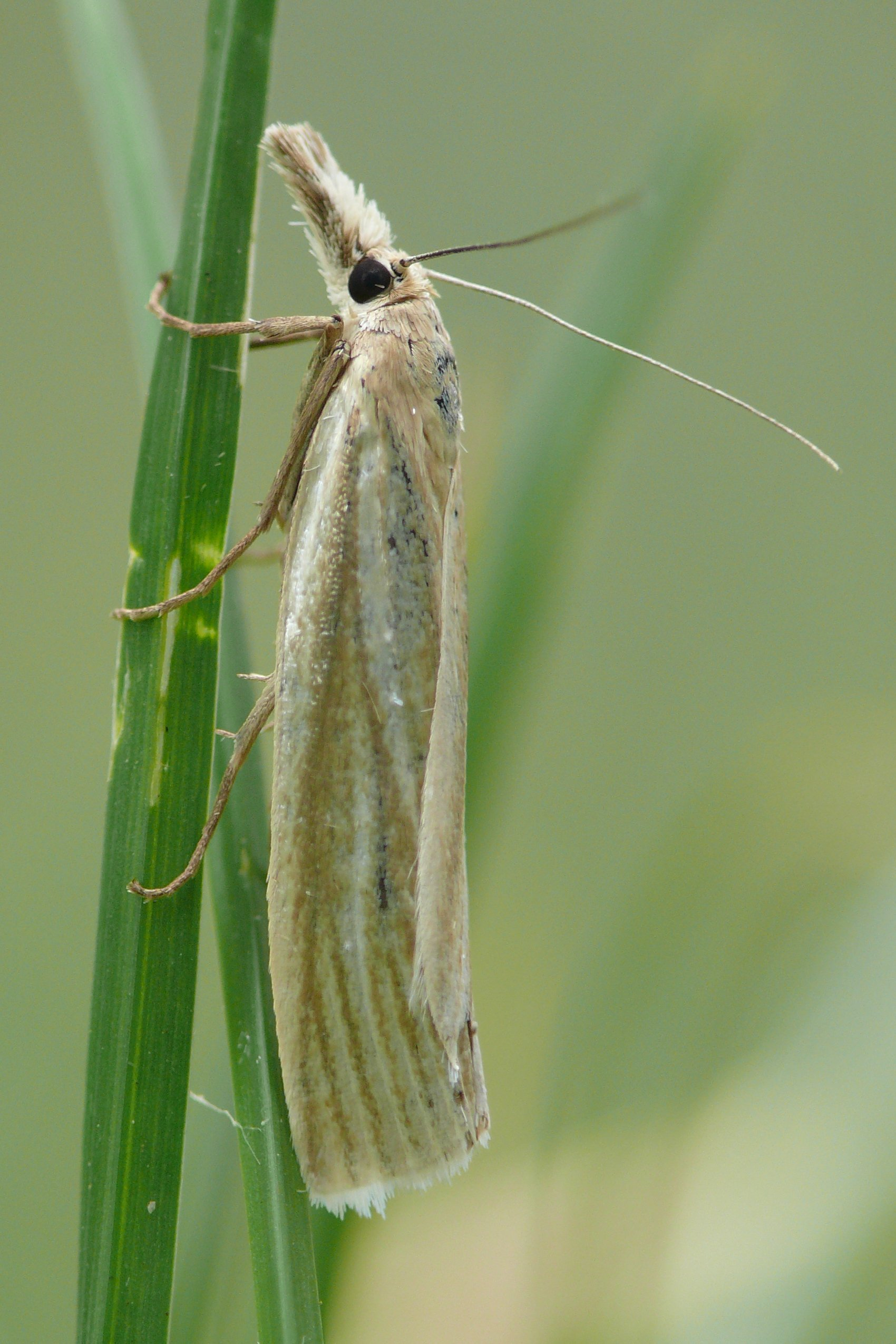
f. warringtonellus

Der Weiße Graszünsler (Crambus perlella) ist ein Kleinschmetterling aus der Familie der Crambidae.

## Merkmale
Die Falter erreichen eine Flügelspannweite von 20–28 mm. Die Vorderflügel sind elfenbeinfarben mit einem seidigen Glanz. Die Hinterflügel sind dagegen entweder weiß oder matt gelbgrau gefärbt. Die Form f. warringtonellus besitzt ein auffälliges Streifenmuster.

## Ähnliche Arten
Crambus perlella kann mit dem Wickler Eana argentana verwechselt werden. Dieser besitzt jedoch kürzere Labialpalpen, die maximal die Kopflänge erreichen.

## Verbreitung
Der Weiße Graszünsler ist mit mehreren Unterarten in der Holarktis vertreten. Die Art ist in Europa weit verbreitet und häufig. Ihr Verbreitungsgebiet reicht im Süden bis nach Nordafrika sowie im Osten bis in den Fernen Osten (Japan und China). In Nordamerika erstreckt sich das Vorkommen des Weißen Graszünslers in Süd-Kanada und im Norden der USA von der Ostküste bis zur Westküste.

## Lebensweise
Den typischen Lebensraum des Weißen Graszünslers bilden Wiesen und Felder. Die Art bildet eine Generation pro Jahr. Die Larven fressen an verschiedenen Gräsern wie Echtem Schaf-Schwingel (Festuca ovina) oder Draht-Schmiele (Deschampsia flexuosa). Sie überwintern in einem Gespinst an der Basis der Grasstängel. Die Verpuppung kann in einem seidenen Kokon oder im Boden stattfinden. Die Falter erscheinen ab Ende Mai und fliegen bis in den August. Die sowohl tag- als auch nachtaktiven Schmetterlinge werden von künstlichen Lichtquellen angezogen.

## Taxonomie
Folgende Synonyme finden sich in der Literatur:
- Crambus perlellus (Scopoli, 1763)
- Phalaena perlella Scopoli, 1763
- Crambus monochromellus Herrich-Schäffer, 1852